# Hanka
Hanka letteralmente significa "poesia che ripete". Detti anche kaeshita sono dei versi che completano o ripetono il tema svolto nel chōka.